# Церковь Рождества Христова (Витебск)
Церковь Рождества Христова (бел. Царква Раства Хрыстова) — памятник архитектуры XIX века в Витебске. Она располагалась в пригороде Заручьев, на Рождество-Набережной улице. В 1940-е годы церковь была разрушена.

## История

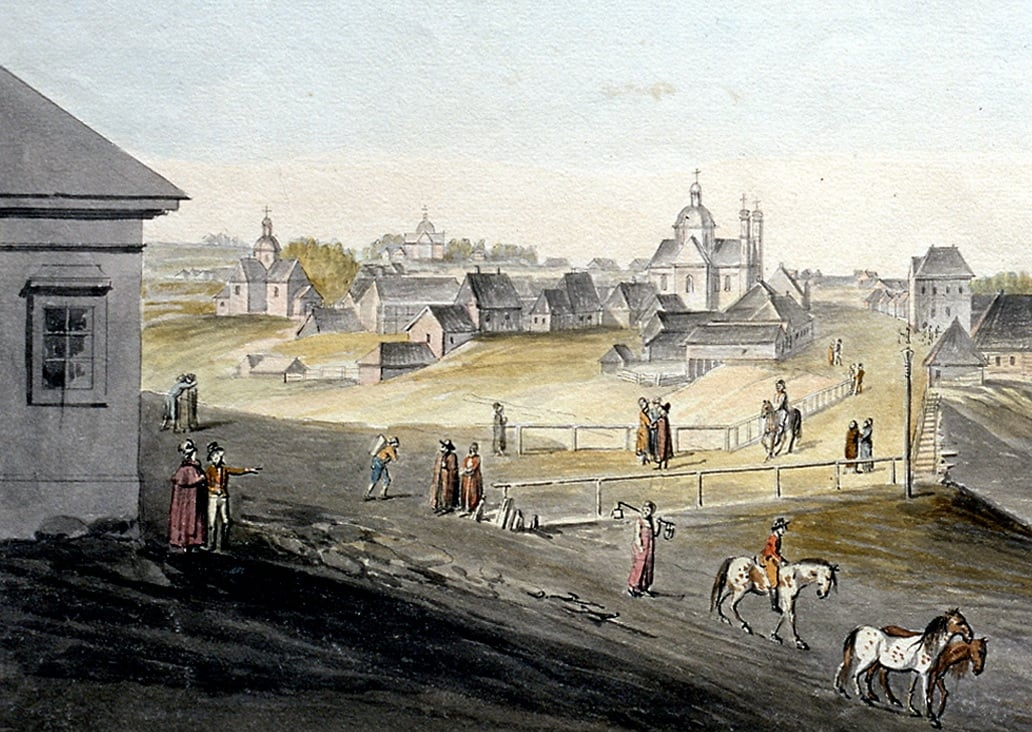
Ю. Пешка, около 1800 г.

Деревянная церковь Рождества Богородицы была заложена в XVII—XVIII веках.
После первого раздела Речи Посполитой (1772 г.) церковь продолжала функционировать. В 1810 году на месте деревянной церкви была построена каменная, в стиле классицизма, которую 1 октября освятил архиепископ Полоцкий Ян Красовский.
В 1839 году власти Российской империи насильно отобрали храм у Святого Престола и передали его Московскому патриархату. Во второй половине XIX века к церкви была пристроена колокольня. В начале XX века купол-баню заменили на луковицу.
Во время Великой Отечественной войны церковь пострадала. К 1950 году по распоряжению советских властей здание снесли.

## Архитектура
Памятник архитектуры классицизма. Церковь имела крестово-купольный план. В середине креста возвышался купол.
Внутренние размеры церкви: длина около 15,5, ширина — около 11 м.

## Галерея

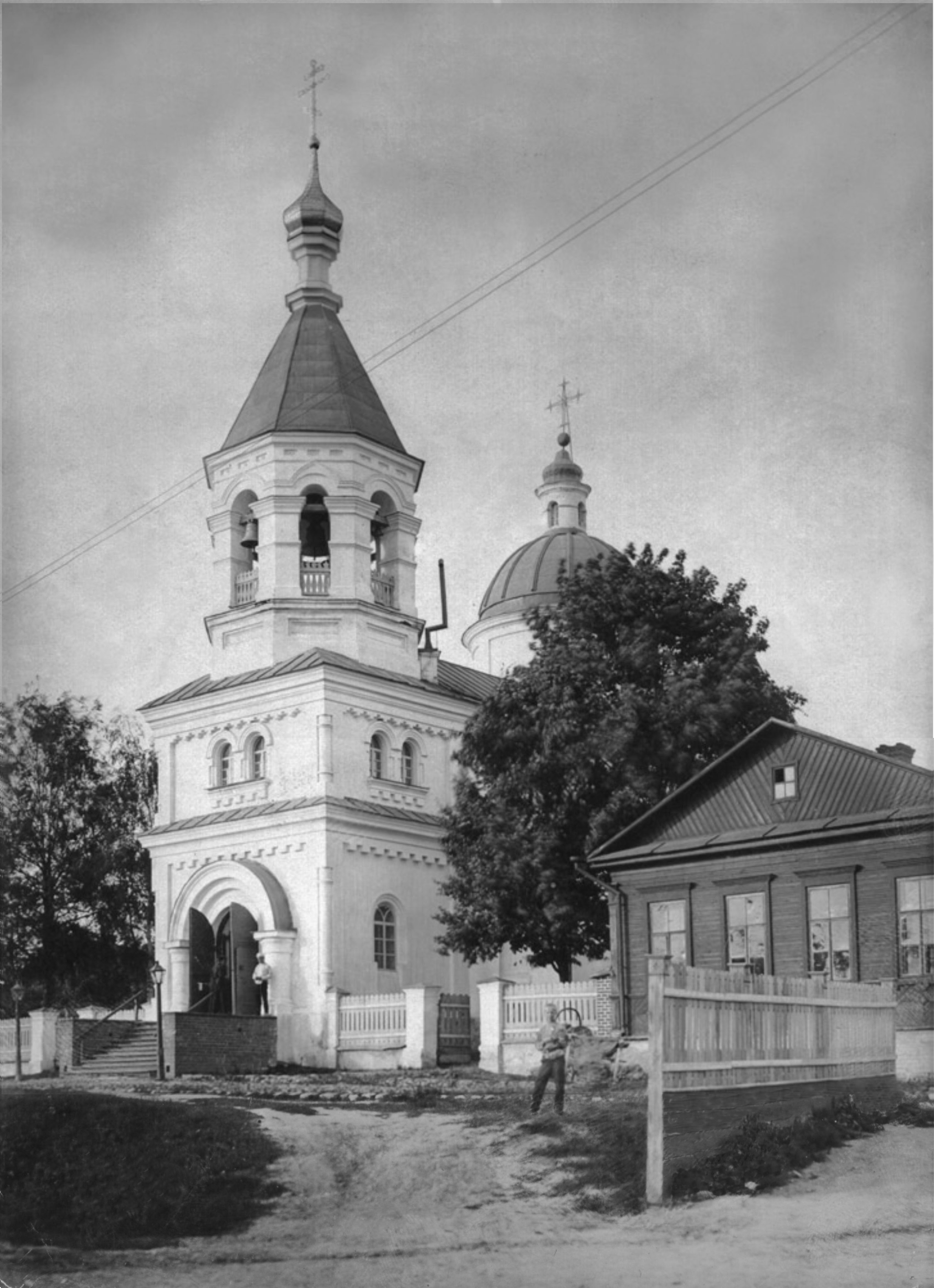
После пристройки колокольни, 1910 г.
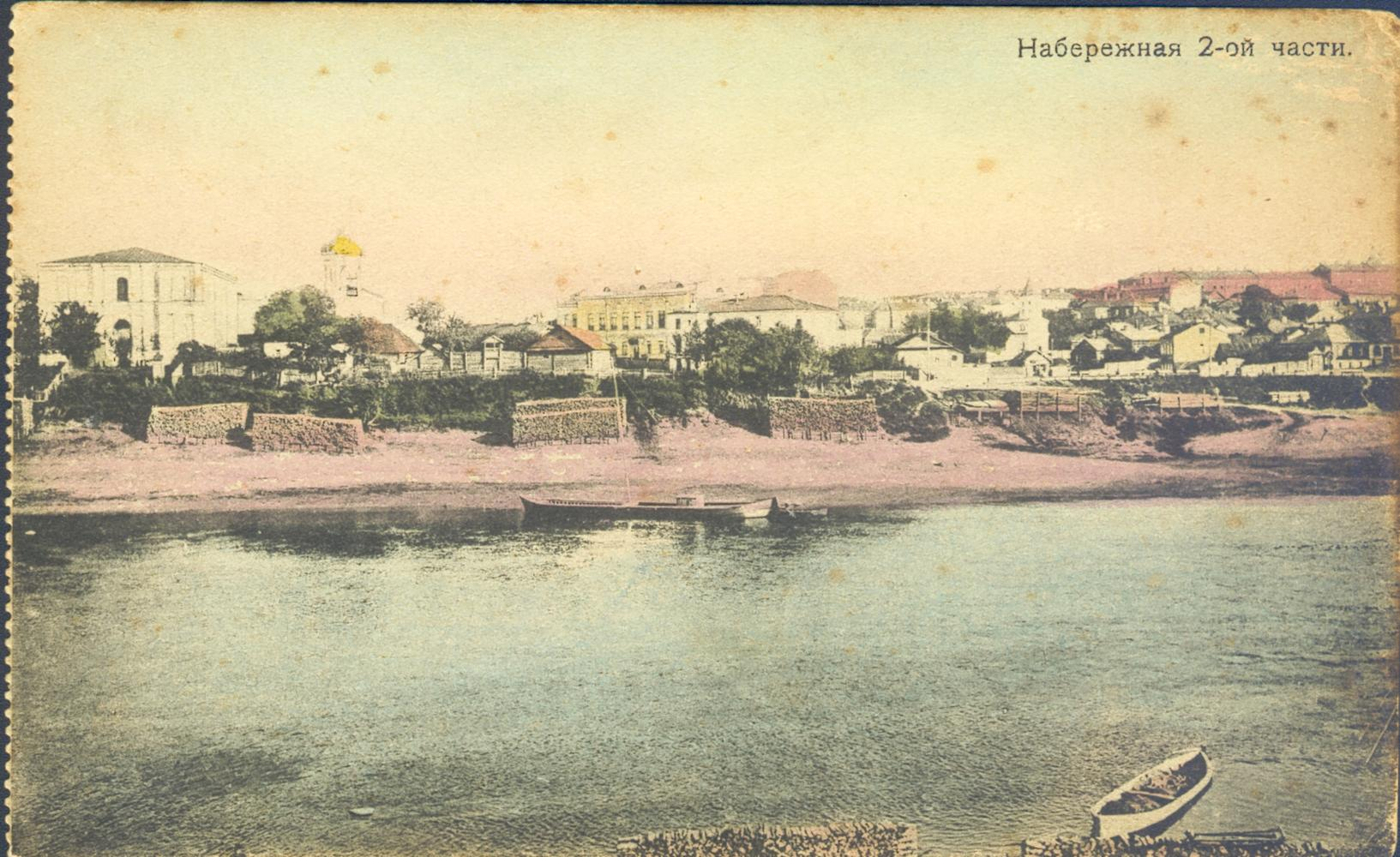
1912 г.
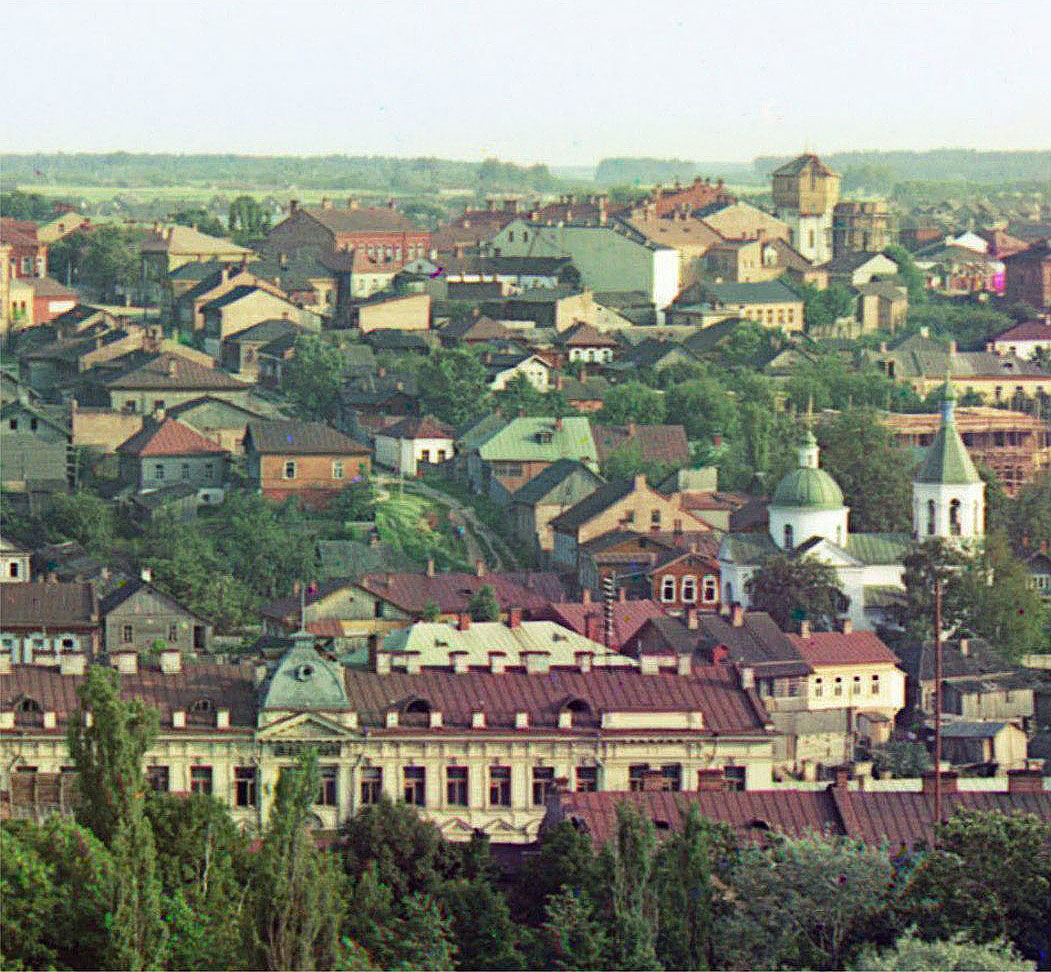
1912 г.
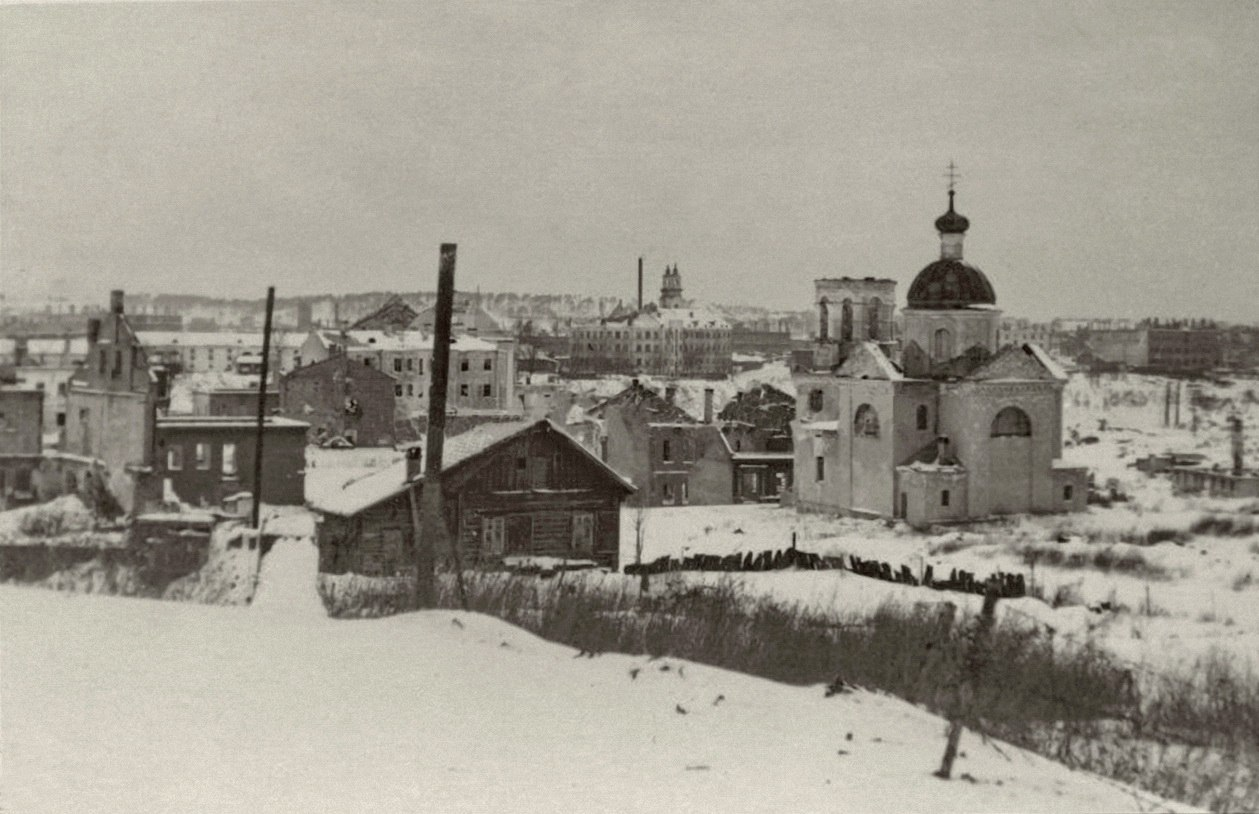
После постройки луковичного купола, 1941 г.